# Liste des codes OACI des aéroports/G
- A
- B
- C
- D
- E
- F
- G
- H
- I
- J
- K
- L
- M
- N
- O
- P
- Q
- R
- S
- T
- U
- V
- W
- X
- Y
- Z

## GA –Mali
- GABD – Aéroport de Bandiagara
- GABS – Aéroport international Modibo Keïta
- GAGO – Aéroport international de Gao Korogoussou
- GATB – Aéroport international de Tombouctou
- GAMB - Aéroport international Mopti ambodédjo
- GAKD - Aéroport international Kayes DAG DAG
- GASK - Aéroport international de Sikasso
- GANR - Aéroport de Nioro
- GAYE - Aéroport de Yélimané
- GAKA - Aéroport de Kéniéba

## GB –Gambie
- GBYD – Aéroport international de Banjul

## GC –Îles Canaries
- GCFV – Aéroport de Fuerteventura
- GCLP – Aéroport de Las Palmas de Gran canaria
- GCRR – Aéroport de Lanzarote
- GCXO – Aéroport de Tenerife Nord
- GCTS – Aéroport de Tenerife Sud

## GF –Sierra Leone
- GFLL – Aéroport de Freetown

## GG –Guinée Bissau
- GGOV – Aéroport international Osvaldo Vieira de Bissau

## GL –Libéria
- GLRB – Aéroport international Roberts

## GM –Maroc
- GMAA – Aéroport d'Agadir-Inezgane
- GMAD – Aéroport Agadir-Al Massira
- GMAZ – Aéroport de Zagora
- GMFF – Aéroport Fès - Saïss
- GMFK – Aéroport Moulay Ali Chérif - Errachidia
- GMFI – Aérodrome d'Ifrane
- GMFM – Aéroport de Bassatine - Meknès
- GMFO – Aéroport Oujda-Angads
- GMMB – Aéroport de Benslimane
- GMMD – Aéroport de Béni Mellal
- GMME – Aéroport international Rabat - Salé
- GMMH – Aéroport de Dakhla
- GMMI – Aéroport Essaouira - Mogador
- GMML – Aéroport international Laâyoune - Hassan 1er
- GMMN – Aéroport Mohammed V de Casablanca
- GMMT – Aéroport Casablanca Tit Mellil
- GMMW – Aéroport de Nador - Al Aroui
- GMMX – Aéroport international Marrakech - Menara
- GMMY – Aéroport Kénitra
- GMMZ – Aéroport de Ouarzazate
- GMTA – Aéroport Al Hoceima - Cherif Al Idrissi
- GMTN – Aéroport Tétouan - Sania R'mel
- GMTT – Aéroport Tanger - Ibn Battouta

## GO –Sénégal
- GOBD – Aéroport international Blaise Diagne
- GOGG – Aéroport de Ziguinchor
- GOGS – Aéroport de Cap Skirring
- GOOK – Aérodrome de Kaolack
- GOOY – Aéroport international de Dakar-Léopold Sédar Senghor
- GOSS – Aéroport de Saint-Louis (Sénégal)
- GOTB – Aérodrome de Bakel
- GOTT – Aérodrome de Tambacounda

## GQ –Mauritanie
- GQNN – Aéroport international de Nouakchott
- GQPA – Aéroport international d'Atar
- GQNO – Aéroport international de Nouakchott-Oumtounsy

## GU –Guinée
- GUCY – Aéroport international de Conakry
- GUKR – Aérogare de Kamsar - Kawas
- GUOK – Aérogare de Boké
- GUFA – Aérogare de Friah
- GULB – Aérogare de Labé - Tata
- GUFH – Aérogare de Faranah - Badala
- GUXD – Aérogare de Kankan - Diankana
- GUSI – Aérogare de Siguiri
- GUKU – Aérogare de Kissidougou
- GUMA – Aérogare de Macenta
- GUGO – Aérogare de Kérouané - Gbenko
- GUNZ – Aérogare de N'Zérékoré

## GV –Cap-Vert
- GVNP – Aéroport international de Praia